# Gornji Gučani
Gornji Gučani falu Horvátországban Pozsega-Szlavónia megyében. Közigazgatásilag Bresztováchoz tartozik.

## Fekvése
Pozsegától légvonalban és közúton 11 km-re, községközpontjától légvonalban és közúton 5 km-re nyugatra, Szlavónia középső részén, az Orljavica-pataktól délre, a Pozsegai-hegység északi lejtőin, a Pozsegát Nova Gradiškával összekötő főút mentén fekszik.

## Története
Gučani első írásos említését a pozsegai káptalan 1464-kelt egyik oklevelében találjuk „Guchan” néven a rudinai apátság birtokaként. Gučani falut a középkorban horvát katolikusok lakták, akiknek száma a török uralom alatt a nehéz terhek hatására jelentősen csökkent. A török uralom alóli felszabadítást csak két horvát család érte meg. 1697 körül Boszniából pravoszláv szerbek települtek be ide, akik többségbe kerültek. 1698-ban a két Gučani még egy faluként „Kugyani” néven 7 portával szerepel a török uralom alól felszabadított szlavóniai települések összeírásában. A bresztováci uradalomhoz tartozott. Az első katonai felmérés térképén „Dorf Gucsany” néven látható. Lipszky János 1808-ban Budán kiadott repertóriumában „Guchani (Gornyi és Dolnyi)” néven szerepel. Nagy Lajos 1829-ben kiadott művében „Guchani (Gorni és Dolni)” néven 42 házzal 44 katolikus és 296 ortodox vallású lakossal találjuk. 1857-ben 264, 1910-ben 220 lakosa volt. 1910-ben a népszámlálás adatai szerint lakosságának 96%-a szerb anyanyelvű volt. Pozsega vármegye Pozsegai járásának része volt. Az első világháború után 1918-ban az új szerb-horvát-szlovén állam, majd később (1929-ben) Jugoszlávia része lett. A falu 1969-ben kapott elektromos áramot. 1991-ben lakosságának 62%-a szerb, 37%-a horvát nemzetiségű volt. 2011-ben 53 lakosa volt.

## Lakossága
| Lakosság változása | Lakosság változása | Lakosság változása | Lakosság változása | Lakosság változása | Lakosság változása | Lakosság változása | Lakosság változása | Lakosság változása | Lakosság változása | Lakosság változása | Lakosság változása | Lakosság változása | Lakosság változása | Lakosság változása | Lakosság változása |
| ------------------ | ------------------ | ------------------ | ------------------ | ------------------ | ------------------ | ------------------ | ------------------ | ------------------ | ------------------ | ------------------ | ------------------ | ------------------ | ------------------ | ------------------ | ------------------ |
| 1857               | 1869               | 1880               | 1890               | 1900               | 1910               | 1921               | 1931               | 1948               | 1953               | 1961               | 1971               | 1981               | 1991               | 2001               | 2011               |
| 264                | 277                | 238                | 201                | 205                | 220                | 194                | 190                | 95                 | 99                 | 102                | 91                 | 99                 | 84                 | 53                 | 53                 |